# Partido Democrata (1988–1991)
Partido Democrata foi um partido político brasileiro.

## História
O partido foi criado no ano de 1988, mas seus dois pedidos de registro provisório, feitos em 1988 e 1989, foram indeferidos. Com isso, a agremiação apenas obteve sua habilitação no ano de 1990, a tempo de participar das eleições daquele ano. 
No ano de 1991, seu registro partidário foi definitivamente cancelado, sendo o partido extinto em seguida. O número de registro do PD era o 68.